# Вангануи (река)
Река Вангануи је река на северном делу острва Нови Зеланд. То је трећа, најдужа река у земљи и једна је од највећих природних блага земље. На ушћу реке лежи истоимени град. Има посебан статус због свог значаја који има за Маори народ. У марту 2017. године постала је други природни ресурс на свету (после Те Уревера) који је добио статус правног лица, са свим правима, дужностима и обавезама које то носи. Овим је закључен један од најдужих судских спорова у историји Новог Зеланда.

## Географија
Дужина реке је 290 km. Велики део копна са обе стране горњег тока реке део је националног парка Вангануи, мада сама река није део парка. Река извире на северним падинама планине Тонгариро, једног од три активна вулкана централне висоравни, близу језера Ротоаира. Тече према северозападу после чега је њен ток према југозападу ка граду Тумарануи. Протиче кроз мала насеља Пипирики и Јерусалим пре доласка до саме обале у Вангануију. Улива се у Тасманово море. Једна је од најдужих пловних река у земљи. Долина реке промењена је услед земљотреса 1843. године. Седамдесетих година прошлог века мања ерупција вулкана Руапеху довела је до изливања садржаја језгра кратера. Овај отрован садржај дошао је до реке што је имало велики утицај на биљни и животињски свет. После тога нашли су јегуље тешке и до 8,2 кг и пастрмке, избачене на обале реке.

## Историја
Легенде o планини Таранаки, нуде објашњење о настанку реке. У близини је стајала планина Пиханга, покривена плаштом дубоке зелене шуме, пружала је запањујући призор и сви планински богови били су заљубљени у њу. Између Таранакија и Тонгарира је настала силна битка. Кад се битка завршила, Пиханга је стајала близу Тонгарирове стране. Таранаки, је од туге и љубоморе, љутито истргнуо своје корење са земље и напустио остале планине. Кренуо је према мору. Следећег дана је с Тонгарира-а кренуо ток бистре воде. Текао је низ дубоки ожиљак који је Таранаки оставио на путу до обале и формирао реку Вангануи. Када је планина Таранаки напустила централну висораван и кренула ка обали, земља се поделила, и направила корито реке Вангануи.
Друга маорска легенда каже да након што је Маури, локални митски јунак, ухватио велику рибу, будуће северно острво Новог Зеланда, помолио се Рангинуи, који му је послао две сузе. Сузе су пале на рибу. Од њих су настале две реке, а од рибе острво. 
Према традицији народа Маори, реку је први истражио Таматеа, један од вођа миграције на нову земљу. Путовао је дуж реке па су многа места названа у његову част. Река Вангануи је одувек била веза са централним делом Северног острва и за Маоре и за досељенике. Река је турбулентна, са преко 200 брзака, али је упркос томе дуги низ година била главни пут ка унутрашњости. Подручје око реке Вангануи било је једно од најгушће насељених у земљи, па је представљало главни трговачки центар. Током раног 20. века била је једна од главних туристичких атракција у земљи, а њене обале су привлачиле хиљаде туриста годишње. Главна привредна активност у долини реке била је шумарство, а 1930. маорска племена су безуспешно покушала да је искористе као пољопривредно добро.
Године 1912-13, француски режисер Гастон Мелијес снимио је (сада изгубљени) документарни филм Река Вангануи, називајући је Рајном Новог Зеланда.
Постоји дубока духовна повезаност маорског племена и реке Вангануи. Сматрало се да је она део људи и да поседује спиритуалне елементе. Маорско племе се борило за признање реке као свог претка. После најдужег судског спора у историји Новог Зеланда, 15. марта 2017. године новозеландски парламент усвојио је закон по коме ће река имати идентитет "са свим одговарајућим правима, обавезама и обавезама правног лица". Реку ће заступати два члана, један из Маорске заједнице, а други из владе.

## Живи свет
Басен реке садржи разноврстан биљни свет, а велики део покривен је шумама подокарпа и јужне букве.
Река Вангануи обезбеђује станиште за осамнаест врста аутохтоних риба, као и пакларе и црни иверак. Иако не у великом броју присутне су поточна пастрмка и сом. Станиште је и дуге јегуље и слатководне дагње. Дуж реке се могу наћи популације плаве патке и ноћне чапље, а од инсеката лептири, муве и каменице.

## Речни транспорт
Још 1892. године уговорене су туристичке туре бродом. Речни бродови су након тога превозили пошту, путнике и терет. Касније, ток реке је промењен преусмеравањем воде у језеро Таупо. Ово је онемогућило пловидбу бродова до места Таумарунуи, а река је током сушних месеци постала погодна за организацију трке сплавова. Иако је најдужа пловна река Новог Зеланда, Вангануи има неколико путних мостова. Два се налазе на простору од 230 километара између Вангануија и Таумарунуија.